# Francisc de Xavier
Francisc de Xavier, alternativ Francisc Xaveriu, în bască Frantzisko Xabierkoa, în spaniolă Francisco de Gassu y Javier, (n. 7 aprilie 1506, Castelul de Xavier, Regatul Navarrei - d. 3 decembrie 1552, insula Shangchuan, Marea Chinei de Est) a fost unul din primii misionari creștini din Asia de Est și unul din întemeietorii ordinului iezuit. Francisc a fost principalul discipol și colaborator al lui Ignațiu de Loyola.

## Familia și studiile
A fost fiul soților Juan de Jassu și Maria de Azpilcuea. Tatăl său, consilier al regelui Navarrei, visa să-l vadă ajuns pe cele mai înalte trepte sociale, și cu acest gând l-a trimis la Paris, unde a făcut studii strălucite.
La Paris l-a cunoscut pe Ignațiu de Loyola, care în urma experiențelor sale mistice, începuse să studieze teologia la vârsta de 37 de ani.

## Decesul
Osemintele sale se păstrează în „Basílica do Bom Jésus” din Goa.

## Tabloul din România
Un tablou cu portretul lui Francisc de Xavier, atribuit pictorului flamand Peter Paul Rubens (respectiv atelierului său), se găsește la Muzeul Brukenthal din Sibiu.

## Galerie de imagini

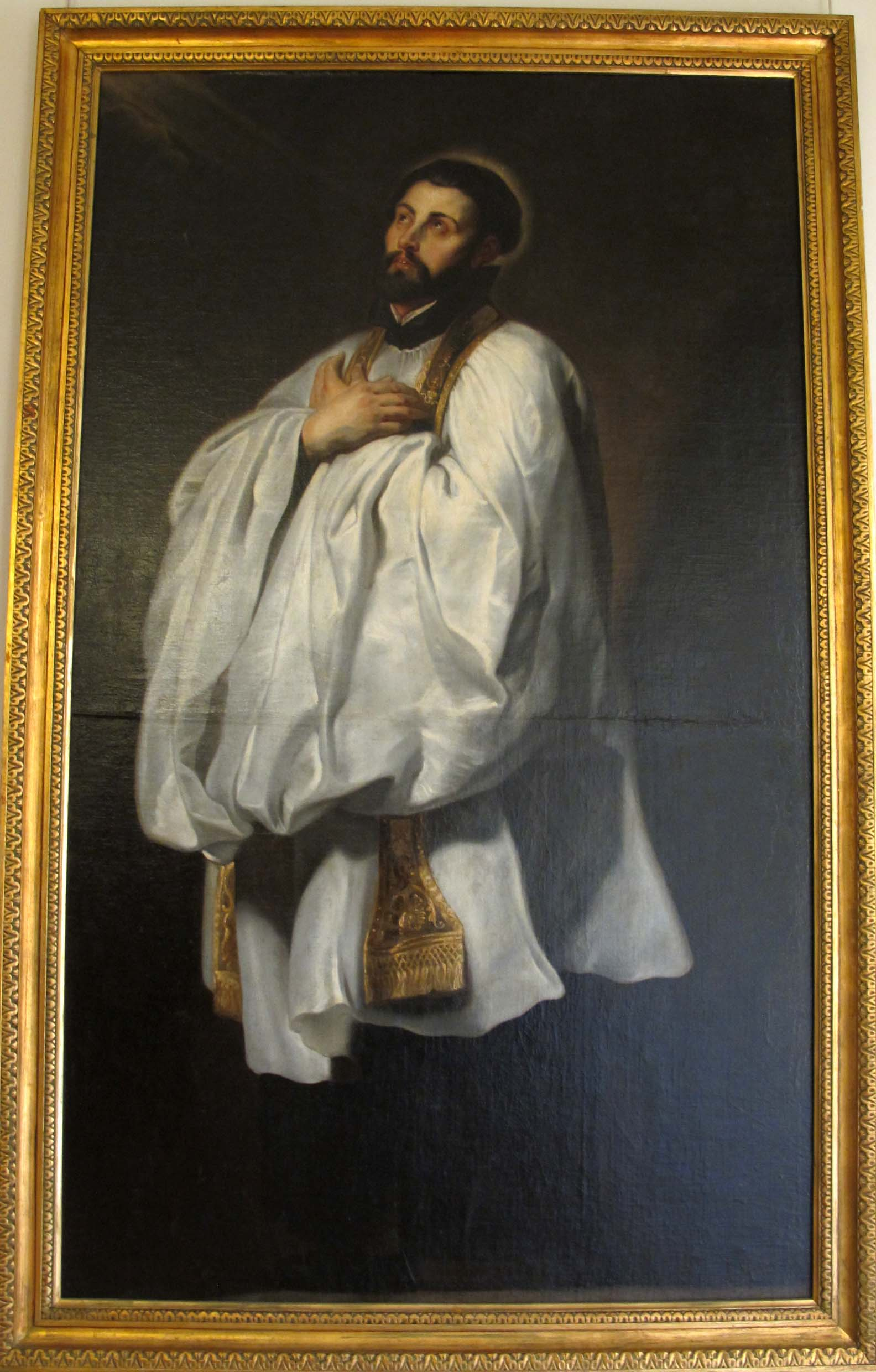
Atelierul lui Peter Paul Rubens, Francisc de Xavier, Muzeul Brukenthal din Sibiu (1622)